# Charles-Joachim Colbert

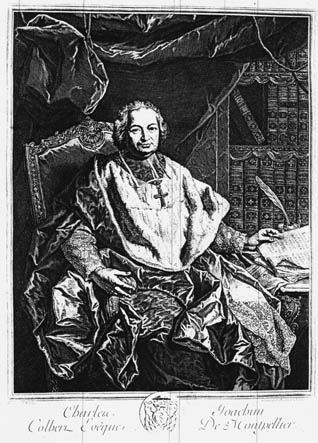
Charles-Joachim Colbert.

Charles-Joachim Colbert, född den 11 juni 1667, död den 8 april 1738, var en fransk prelat, son till Charles Colbert.
Colbert blev 1697 biskop i Montpellier. Han var en ivrig jansenist och lät munken Pouget författa den ryktbara Catéchisme de Montpellier. Aktivt inblandad i de kyrkliga strider, som föranledde bullan "Unigenitus" (1713), tog han parti för anhängarna av Frans av Paris och efterlämnade en del skrifter, som blev fördömda i Rom, men trycktes 1740.